# Arvinge okänd
Arvinge okänd är en svensk dokumentärserie vars första säsong hade premiär på SVT1 den 24 augusti 2017. Serien återkom 2018, 2019, 2021 och hösten 2024 med nya säsonger. Arvinge okänd är ett format utvecklat av SVT Göteborg. Flera länder har visat intresse att använda formatet och Danmarks Radio samt Norsk rikskringkasting har gjort egna versioner.
Programledare för programmet är Kattis Ahlström sedan säsong 1, och Mark Levengood sedan säsong 5. Tidigare programledare var Niklas Källner (Säsong 1-4).
Arvinge okänd försöker leta reda på arvingar till en person som har dött i fall där svenska myndigheter inte lyckats finna någon.
Arvinge okänd har blivit nominerad till TV-priset Kristallen i kategorin Årets livsstilsprogram både 2018 och 2019 samt till Stora journalistpriset 2018 i kategorin Årets berättare.